# 君嶋もえ
君嶋 もえ（きみしま もえ、1984年1月23日 - ）は、日本の元AV女優。

## 略歴
- 2003年 - MOODYZ専属女優としてAVデビュー。
- 2005年 - 引退。

## 出演作品

### アダルトビデオ
2003年
- DEBUT Before（5月15日、スタイルアート）※デビュー作
- HARD DEBUT（6月15日、スタイルアート）共演:安西ゆみこ
- 初めてのアナル 2nd（7月15日、MOODYZ）
- 使い捨てM奴隷（8月15日、MOODYZ）
- 公衆便所クライシス TARGET1（9月15日、MOODYZ）
- W IMPACT（10月15日、スタイルアート、監督:泉星香、ケンシロウ）共演:ゆりあ
- ドリーム学園8（12月1日、MOODYZ）共演:ゆりあ、高瀬りな、鈴木麻奈美、氷咲沙弥

2004年
- PUSSY&HIP（1月1日、スタイルアート）
- もえの淫行女子校生（1月15日、MOODYZ）
- PSYCHE（2月15日、スタイルアート）
- spe-les（3月1日、スタイルアート、 監督:泉星香）共演:かわいゆい
- コス痴女ナース編（3月1日、スタイルアート）他出演:沢口あすか、水月エリナ
- 未成年M少女の黒人とセックス（4月1日、MOODYZ）
- 調教（5月1日、スタイルアート）
- アメリカンハードコア5（5月15日、MOODYZ）共演:南波杏、黒崎扇菜
- spe-les2（6月1日、スタイルアート、監督:泉星香、ケンシロウ）共演:かわいゆい
- デジタルモザイクVol.039（6月15日、MOODYZ）
- レズキスロマンスDX〜四姉妹LOVE×2レズレッスン〜（7月15日、MOODYZ）共演:広瀬奈央美、羽生めい、うえとめぐみ
- 秘書（8月1日、スタイルアート）共演:かわいゆい 他出演:沖那つばさ
- 僕だけのご奉仕M奴隷（8月15日、MOODYZ）
- 接吻妄想劇場3（9月1日、MOODYZ）
- TRIPLE　（9月15日、スタイルアート）共演:姫咲しゅり、片瀬梨音
- 近親相姦 究極の欲望・禁じられた関係（11月1日、スタイルアート）共演:友崎亜希、ゆうきりり、姫咲しゅり
- LEG SEX II（11月5日、ジャネス）他出演:柿本彩菜、安室奈美、高倉梨奈
- 女だらけのLOVEレズKISS（11月15日、MOODYZ）共演:広瀬奈央美、他出演:三上翔子、臼井利奈、松坂樹梨、田村麻衣、西村あみ、藤森かおり　他
- THE EROTIC PARTY〜悦楽の扉〜（12月4日、SODクリエイト）共演:夏目ナナ 他出演:ゆりあ、渡瀬晶、森咲小雪
- スレンダー女教師 中出し20連発（12月4日、アイエナジー）
- 淫性発情（12月10日、ジャネス）

2005年
- OSARU Backs #004（1月14日、ジャネス）
- LEG SEX II（1月14日、ジャネス）共演:片瀬梨音 他1名
- 露出 大都会東京 2（2月4日、アイエナジー）
- 雌女anthology #016 女の口は嘘をつく。（3月3日、アウダースジャパン）
- E女A女集団催眠大会（3月4日、SODクリエイト）
- 僕、専用。［Z］ キミはボクの専属ペット。02（3月4日、ゴーゴーズ）
- エンジェル（3月4日、ジャネス）
- 凌辱現場 調教される社長秘書（3月17日、隼エージェンシー）
- 性感ペット調教エステ ROOM337（4月8日、ウエストメディア）共演:ミュウ（夏目ミュウ）
- ゴールドマンの女教師淫語研修（4月15日、隼エージェンシー）他出演:秋川りの
- 大都会の真っ只中でレズれるか（4月21日、甲斐正明事務所（ブリット））共演:綾瀬みな、松島やや
- クイコミ（5月13日、ジャネス）
- 集団病棟ジャック（5月15日、ドグマ）共演:友田真希、日高ゆりあ、宮地奈々、小林かすみ、椎名まゆみ、松岡理穂
- 仮面捜査官ナイトエンジェル（5月27日、GIGA）
- ドレスの女性（5月27日、タカラ映像）他出演:立花里子、愛内萌
- ［もえ］と［ゆりあ］の本物プライベート映像流出!（6月24日、ジャネス）他出演:ゆりあ
- 獅子舞FUCK（6月25日、ホットエンターテイメント）他出演:Aoi.　他1名
- 君島もえ with the Sex Sex「s」（6月28日、ブレイブキング）オムニバス作品
- 接吻・痴女・ふたなり・密室（7月1日、MOODYZ）共演:南波杏、長谷川ちひろ
- 人気女優の過激裏ビデオ 「君嶋もえ」ちゃんがNGファックで乱れまくり（7月1日、人気女優の過激裏ビデオ）
- 君嶋もえの表に出せないビデオのDVD（7月6日、表に出せないビデオ）
- 人気AV女優がマジ友達にバレずに合コンSEX（7月20日、ホットエンターテイメント）共演:姫川麗
- 筆下ろし最高峰 4（7月20日、ホットエンターテイメント）他出演:中川知里、宮咲志帆、橘まい、安堂結衣
- ナース中出しレイプ 25人リンチ大輪姦（7月20日、アイエナジー）
- どのコが親友!? マ○コ触って当ててみろ! Disc.6（7月21日、ナチュラルハイ）共演:桜田さくら
- キャバクラ嬢をこのようにしてアフターに誘いこみヤリまくったぜ最高 2（7月25日、ホットエンターテイメント）他出演:国分まこ、美咲ゆりあ、MISAKI
- 流出! 有名AV女優の乱交ハメ撮り（7月29日、エイチエス映像）他出演:青山遥、深津マリ、桜田さくら、常夏みかん、七海りあ
- 女子校生レズビアン（7月29日、ジャネス）共演:片瀬梨音、一条美穂
- 有名AV女優の乱交ハメ撮り（7月29日、エイチエス映像）他5名出演
- 野外露出恥行 4（8月2日、ドリームクリエイト）
- 電マ攻撃 電マの快感におぼれる女たち（8月18日、アイエナジー）他出演:進藤美雪、紅音ほたる、月丘うさぎ、麻生まりも、友田真希、桜田さくら、姫川麗、藤咲優華
- 放課後ブルマ 2 ［おとなの予習］（9月10日、ドリームチケット）他出演:さくら葵、小野茜
- 美脚中出し（9月13日、隼エージェンシー）他出演:白鳥あきら、結城リナ、堀口瞳、松永友香子
- SODファン感謝祭 爆勃ちチ○ポサバイバル!!（9月22日、SODクリエイト）共演:中山りお、天海遥、春うらら、一条美穂、舞乃るあ、山口ルウ、水沢ダイヤ、琴田美也、椎名愛美
- レズ輪姦 女デカ 職権崩壊 1（10月6日 SODクリエイト）共演者多数
- EGOIST[モデル系★猥褻痴女]（10月10日 ドリームチケット）他出演:矢藤あき、青山葉子、麻川麗
- やっぱ!中出しでしょ III 10人の中出し姫（10月13日 隼エージェンシー）他出演:一条美穂、夜桜すもも、江口美貴、風果なつ、姫川麗、三咲まお、田中梨子、菊原まどか、小峰由衣
- 淫乱症候群 チンコとザーメンが大好きな女たち（10月13日 隼エージェンシー）他出演:結城リナ、みずなあんり、常夏みかん、天宮はるみ、堀口瞳、しいな怜、立花美咲華、小林みゆき、森下さやか、MiCO
- 舐めと鞭（10月15日 ワープエンタテインメント）
- ハイパーマジックミラー号 2005年湘南逆ナンパ編（10月20日、ディープス）共演:黒沢愛、早乙女みなき、HARUKA
- 女子校生レズビアン（10月21日、ジャネス）共演:姫咲しゅり
- 集団痴女キャバ嬢 完全版（10月28日、おかず。(ケイ・エム・プロデュース)）共演:立花里子、金城美麗（REINA）、春川凛花、Aoi.
- 淫乱家庭教師6人の個人レッスン（11月4日、アイエナジー）他出演:唯川純、小泉彩、水希遥、矢藤あき、八神小夜
- あったかぁ〜いメコスジはじめました。（11月11日、ジャネス）
- 女子校生強制中出し VII（11月11日、隼エージェンシー）他出演:葉山リカ、桃果えり、雪見ほのか、椎名実果、荒川美姫、奈月やよい
- 妄想☆看板娘（11月15日、ジェイモデル）オムニバス作品
- ぶっかけ×中出し 30連発（11月17日、アイエナジー）
- スレスレ限界モザイク 快感地獄 美女でワキコキ（11月17日、アイエナジー）他出演:西野翔、菅野亜梨沙、上原留華、萩原めぐ、さいとう真央、桜田さくら
- イカサレ4時間 3（11月25日、おかず。（ケイ・エム・プロデュース））他3名出演
- オナニスト 第XII章 32人のズリマン女（12月5日、隼エージェンシー）他31名出演
- レズノアール 肉奴隷調教飼育（12月7日、アタッカーズ）共演:山口まゆ、畑野ありさ、桜田さくら
- 猥褻Boots（12月10日、ドリームチケット）他出演:矢藤あき、可憐百合
- FACE 90（12月15日、アウダースジャパン）
- 裏FACE 催眠［赤］18 〜後催眠操作SP〜（12月15日、アウダースジャパン）
- 彼女のカノジョと*02（12月21日、ゴーゴーズ）共演:国分まこ

2006年
- フェラコレ2006冬（1月13日 隼エージェンシー）他多数出演
- レポーター 中出し20連発 野外で中出し大輪姦（1月19日、アイエナジー）
- すごろくgame（1月20日、アレックス）共演者多数
- こだわりの手コキ 40人のハンドメイド（2月10日 隼エージェンシー）他39名出演
- 義母と義姉 vol.2（3月5日、ワープエンタテインメント）共演:真田ゆかり
- 極上4時間 手淫&舌淫 SP III（3月10日 隼エージェンシー）他多数出演
- 5Pができる超高級クラブ（3月16日、アイエナジー）共演:柴田ゆな、舞乃るあ、椎名愛美
- CHIJO【女子校生リアル痴女】CHIJO（3月19日、スタイルアート）共演:姫宮ラム、春うらら
- やっぱ!中出しでしょ IV（4月10日、隼エージェンシー）他出演:結城リナ、城崎メグ、村山かづは、白鳥あきら、進藤美雪、冨永ルナ、薫まい、しいな怜、山口まゆ

2007年
- Best of Advanced Actresses 〜よく見るあの子は誰？〜 （3月8日、SODクリエイト）他出演:ゆりあ、乃亜、天衣みつ、KAEDE、萩原めぐ、星ありす、紅音ほたる、麻生まりも、松野ゆい

### オリジナルビデオ
- 義母と巨乳 奥までハメて!（2004年10月1日、新東宝映画）満子 役

### ショートムービー
- 893239「真珠 台東区編」 デリヘル嬢 役

## テレビ番組

### ドラマ
- 嫌われ松子の一生 第3話 （2006年10月26日、TBS） - AV女優 役

### その他
- Peach-Pit 桃のたね（2004年、MONDO TV）
- 美女と湯めぐり #17、#18 （2004年6月、旅チャンネル）